# Mulamadhyamakakarika
Mūlamadhyamakakārikā (Devanagari: मूलमध्यमककारिका), ili Temeljna mudrost Srednjeg puta, ključni je tekst Nagarđune, jednoga od najznačajnijih budističkih filozofa.  Danas stoji u središtu suvremene filozofske analize madjamičke filozofije, koja se ubrzano množi u skladu s bogatim i raznolikim mnoštvom tumačenjskih tradicija koje su se oko toga teksta nagomilale tijekom stoljeća proteklih od njegova sastavljanja (najvjerojatnije u II. stoljeću n.e.).

## Poglavlja
1. Pratyayaparīkṣā: Analiza uvjeta
2. Gatāgataparīkṣā: Analiza idenja i neidenja
3. Cakṣurādīndriyaparīkṣā: Analiza oka i drugih osjetilnih organa
4. Skandhaparīkṣā: Analiza skandha ((mentalnih) "agregata")
5. Dhātuparīkṣā: Analiza dhatua ("sastavnica" odnosno "nakupina")
6. Rāgaraktaparīkṣā: Analiza žudnje i strastvenog
7. Saṃskṛtaparīkṣā: Analiza uvjetovanog
8. Karmakārakaparīkṣā: Analiza djela i sudionika
9. Pūrvaparīkṣā: Analiza prošlosti
10. Agnīndhanaparīkṣā: Analiza vatre i goriva
11. Pūrvaparakoṭiparīkṣā: Analiza prošlih i budućih ograničenja
12. Duḥkhaparīkṣā: Analiza patnje
13. Saṃskāraparīkṣā: Analiza raspoloženja
14. Saṃsargaparīkṣā: Analiza primjesa
15. Svabhāvaparīkṣā: Analiza esencije odnosno biti
16. Bandhanamokṣaparīkṣā: Analiza zarobljenosti i oslobođenja
17. Karmaphalaparīkṣa: Analiza djela i njegovih plodova
18. Ātmaparīkṣā: Analiza uma
19. Kālaparīkṣā: Analiza vremena
20. Sāmagrīparīkṣā: Analiza holizma
21. Saṃbhavavibhavaparīkṣā: Analiza postajanja i ne-postajanja
22. Tathāgataparīkṣā: Analiza Tatagate
23. Viparyāsaparīkṣā: Analiza pogreške
24. Āryasatyaparīkṣā: Analiza Plemenitih istina
25. Nirvānaparīkṣā: Analiza nirvane
26. Dvādaśāṅgaparīkṣā: Analiza dvanaesterostrukog lanca ovisnog proizlaženja
27. Dṛṣṭiparīkṣā: Analiza nazorā

## Vidjeti također
- Nagarđuna
- Ćandrakirti
- Šantideva